# Telerama
Telerama è un'emittente televisiva con sede a Lecce, visibile in Puglia e Basilicata sul canale 15 del Digitale Terrestre.
È gestita da Mixer Media Management, che fa capo Paolo Pagliaro nonché editore di altre emittenti televisive che operavano nel Salento prima del refarming del digitale terrestre: Telesalento, Terre del Salento TV, SalentoDoc.tv.
Insieme alla tv le radio gestite dal gruppo sono: Radio Rama, Radio Salento e Radio Nice  ad oggi operative in FM.

## Storia
L'emittente nasce il 1º maggio 1989 per volontà di Paolo Pagliaro come canale affiliato all'emittente radiofonica Radio Rama.

## Diffusione
Il canale è visibile in alta definizione sul mux Raiway Puglia-Basilicata alla posizione LCN 15, mentre fino all’11 aprile 2022 veniva trasmesso sull’LCN 12 nelle sole province di Brindisi, Taranto e Lecce.

## Palinsesto
Il palinsesto prevede usualmente notiziari e programmi d'informazione, programmi di intrattenimento, trasmissioni turistiche e sportive.
La programmazione propone cinque edizioni in diretta del telegiornale, il TR News, nato nel 1991 sotto la direzione responsabile del giornalista Adolfo Maffei, il quale ha formato i redattori del telegiornale e condotto alcuni programmi, tra cui il talk show “Theorema” (circa 600 trasmissioni) in diretta, che con il notiziario quotidiano, ha contribuito a fare di Telerama l'emittente locale più vista del Salento. Maffei ha diretto il notiziario fino al 1994. Successivamente la direzione della testata giornalistica è stata assunta da Domenico Faivre, poi da Massimo Persano e, infine, da Mauro Giliberti che ha condotto dal 2001 anche la trasmissione settimanale Open.
Vanno in onda inoltre le radiocronache di partite di calcio e basket e le partite di campionato del Lecce, che vengono trasmesse in esclusiva dall'emittente in differita. L'emittente trasmette in diretta il "Concertone di Melpignano della Notte della Taranta" (partecipando ad un circuito di 160 emittenti locali sparse sul territorio nazionale) e la "Notte della Focara" di Novoli.
Alcuni programmi della rete sono stati trasmessi anche sul canale satellitare Puglia Channel, chiuso nel 2011.
Palinsesto Tipo Settimanale
- 7:30 Telerama News
- 8:15 In Famiglia
- 13:00 TR NEWS
- 13:30 Brindisi
- 14:00 Taranto
- 14:30 Lecce
- 15:00 Lecce Channel / Partita del Lecce / Terre del Salento / rubriche
- 17:00 TR NEWS
- 17:30 In Famiglia il meglio
- 19:30 TR NEWS
- 19:30 Brindisi
- 20:00 Taranto
- 20:30 Lecce
- 21:00 Piazza Giallorossa, Partita Lecce, A Tu per TU, Terre del Salento
- 23:00 TR News

### Programmi in onda più importanti
- In Famiglia (intrattenimento ginnastica giochi telefonici)
- Piazza Giallorossa (Rubrica Settimanale sul Lecce calcio)
- Terre del Salento (Programma settimanale di cultura turismo e cucina)
- Lecce Channel (informazioni calcistiche sul Lecce e cronache in diretta durante le partite)
- Meteo Rama (il meteo in Puglia e Basilicata)
- A tu per tu (interviste ai personaggi importanti)

### Ascolti
Telerama nel corso degli anni è cresciuta costantemente fino ad essere l'emittente più seguita nel Salento, dal 2022 con il passaggio nel mux Rai Way Puglia e Basilicata e con l'aumento della copertura gli ascolti sono cresciuti ancora e sono diventati rilevanti in tutta la Puglia ma anche in Basilicata (fonte: dati Auditel)